# Kardiogramma
Kardiogramma è un film del 1995 diretto da Därejan Ömırbaev. È stato presentato in concorso alla 52ª Mostra internazionale d'arte cinematografica di Venezia.

## Produzione
Il film è stato realizzato coi finanziamenti statali erogati grazie ai premi vinti dal precedente Qairat (1992) al Festival di Locarno. Per la storia, il regista ha preso ispirazione dalle esperienze di solitudine che aveva vissuto da bambino durante una degenza in un sanatorio popolato solo da bambini russofoni. Ömırbaev, infatti, era cresciuto in un piccolo villaggio e aveva imparato a parlare il russo solo al termine dei suoi studi secondari. Quest'esperienza gli era tornata alla mente presentando Qairat a vari festival internazionali, dove si era trovato in difficoltà con altre lingue: aveva quindi pensato di realizzare un film basato sull'atto di osservare il mondo intorno, che trovava «una situazione molto cinematografica».
Al contrario della maggior parte dei film di Ömırbaev in Kardiogramma figura nel cast anche un'attrice di professione, Gülnära Dusmatova, che interpreta l'infermiera per la quale Jasūlan si prende una cotta: il regista ha dichiarato di essere rimasto poco soddisfatto dalla sua interpretazione nelle scene in cui essa recitava con Asauov, ritenendo che sfigurasse in confronto alla "spontaneità" di quest'ultimo, rafforzando ulteriormente la propria decisione di girare solo con attori non professionisti.

## Distribuzione
Il film è stato presentato in anteprima alla 52ª Mostra internazionale d'arte cinematografica di Venezia il 7 settembre 1995. Come altri film del regista, non è uscito al cinema in Kazakistan, a causa del crollo del circuito di distribuzione tradizionale durante gli anni 1990.

## Accoglienza

### Incassi
Il film non ha avuto successo in Russia.

## Riconoscimenti
- 1995 – Mostra internazionale d'arte cinematografica[6]
  - Premio CICT "Enrico Fulchignoni"
  - In concorso per il Leone d'oro
- 1995 – Festival des 3 Continents
  - Premio speciale della giuria
  - In concorso per la Mongolfiera d'oro